# 佐世保市立大野小学校
佐世保市立大野小学校（させぼしりつ おおのしょうがっこう）は、長崎県佐世保市原分町（はるぶんちょう）にある公立小学校。

## 概要
佐世保市中北部の大野地域にある小学校。児童数は703名（特別支援学級の21名を含む、学級数は29、2021年度）。46校ある佐世保市立小学校の中では児童数が2番目に多い。2014年（平成26年）に創立140周年を迎えた。
校訓
「熱、愛、誠」- 校歌の歌詞に使われている言葉が校訓となった。
校章
鏡（八稜鏡）と桜の花弁を背景にして校名の「大野」（縦書き）と「サセホ」の文字を置いている。
校歌
1931年（昭和6年）制定。作詞は野口雨情、作曲は藤井清水による。歌詞は3番まであり、1番に校名の「大野」が登場する。

## 沿革
- 1874年（明治7年）7月1日 - 松浦郡大野村原分觸の西蓮寺の一室を借用し「大野小学校」が創立された。
- 1875年（明治8年）2月 - 「第五大学区第四中学区[3] 下等大野小学校」となった。児童数は32（男子のみ）であった。
- 1880年（明治13年）- 「公立中等大野小学校」に改称した。女児を対象に裁縫科を設置した。
- 1886年（明治19年）9月 - 小学校令の施行により、尋常科（修業年限4年）を設置の上、「尋常大野小学校」に改称した。
- 1889年（明治22年）4月1日 - 町村制の施行により、北松浦郡大野村立の小学校となった。
- 1892年（明治25年）- 「大野尋常小学校」に改称した（「尋常」の位置が変更された）。
- 1894年（明治27年）- 高等科を併置の上、「大野尋常高等小学校」に改称した。
- 1908年（明治41年）
  - 4月 - 小学校令の改正により、義務教育年限（尋常科の修業年限）が4年から6年に延長された。
    - 旧高等科1年を尋常科5年に、旧高等科2年を尋常科6年に、旧高等科3年を高等科1年に、旧高等科4年を高等科2年に振り替えた。

  - この年 - 大野農業補習学校が併設された。
- 1915年（大正4年）- 併設の農業補習学校が、農業科以外の学科を加え「大野実業補習学校」となった。
- 1920年（大正9年）- 佐世保軽便鉄道相浦・柚木間が開通した（小学校下の自転車道路は軽便鉄道線路跡）。
- 1929年（昭和4年）- 校旗を制定した。
- 1931年（昭和6年）7月22日 - 校歌を制定した。
- 1935年（昭和10年）- 青年学校令の施行により、併設の大野実業補習学校が「大野青年学校」となった。
- 1941年（昭和16年）4月1日 - 国民学校令の施行により、「大野国民学校」と改称した。尋常科を初等科に改めた。二宮金次郎像を建立した。
- 1942年（昭和17年）5月27日 - 大野村が佐世保市と合併したため、佐世保市立の国民学校となった。
- 1947年（昭和22年）4月1日 - 学制改革（六・三制の実施）により「佐世保市立大野小学校」（現在名）となった。
  - 高等科は青年学校の普通科と統合され、新制中学校 佐世保市立大野中学校が発足し小学校に併設された。
- 1948年（昭和23年）- 脱脂粉乳による給食を開始した。
- 1959年（昭和34年）- 創立記念日を7月1日に制定した。
- 1968年（昭和43年）- 児童数が歴代最高の1,941名（47学級）を記録した。
- 1969年（昭和44年）- 校区がかわった。泉福寺1組・2組・3組（2から5年生の210名）が春日小学校に移った[4]。
- 1971年（昭和46年）- 校区がかわった。瀬戸越町（170名）が春日小学校に移った[4]。
- 1972年（昭和47年）- 柚木炭鉱（北松炭田）の閉山にともない、1971-72年にかけ、約450名が転校した[4]。
- 1973年（昭和48年）- 天心寮が柚木に移り、約30名が柚木小学校に移った[4]。
- 1974年（昭和49年）7月1日 - 創立100周年を迎えた。記念事業としてタイムカプセルを埋設した。
- 1985年（昭和60年）- 2葉の門標（「佐世保市立大野小学校」・「明治七年七月創立、明治八年校名第五大学区第四中学区下等大野小学校」）を設置した。
- 2004年（平成16年）4月1日 - 2学期制を導入した。

## 教育方針
憲法・教育基本法の精神並びに長崎県・佐世保市の教育方針に基づき、地域と児童の実態をふまえ、特色ある学校づくりを推進し、知・徳・体の調和がとれた、人間性豊かな、心身ともに健康な児童を育成する。

## 学校行事
行事案内

## 通学区域
・佐世保市
矢峰町（やみねちょう）、松原町（まつばらちょう）、原分町（はるぶんちょう）、松瀬町（まつせちょう）、知見寺町（ちけんじちょう）、大野町（おおのちょう）、田原町（たばるちょう）、楠木町（くすのきちょう）。

## 進学先中学校
佐世保市立大野中学校

## 交通
最寄りの鉄道駅
- 松浦鉄道（MR）西九州線 「左石駅」

最寄りのバス停
- 西肥バス（させぼバスも含む）「大野小学校下」バス停

最寄りの幹線道路
- 国道204号
- 国道498号
- 長崎県道151号佐世保世知原線

## 周辺の主な施設
- アソカ北幼稚園
- 大野幼稚園 おおの幼稚舎
- 佐世保市立大野中学校
- 長崎県立佐世保西高等学校
- 長崎県立佐世保工業高等学校
- 上田製菓舗
- セブン-イレブン佐世保田原町店
- カトリック大野教会
- 長崎労災病院

## 参考資料
- 「佐世保市史 教育篇」（1982年（昭和57年）5月20日発行, 佐世保市 市史編さん室）
- 「大野 佐世保市立大野小学校百二十周年記念誌」（1994年（平成6年）11月発行）